# プレストンの戦い (1648年)
プレストンの戦い（Battle of Preston）は、清教徒革命（イングランド内戦）における戦闘の1つで、1648年8月17日から19日の2日間にかけて、イングランドの議会派と王党派およびスコットランドの援軍（エンゲージャーズ）がイングランド北西部ランカシャーの州都プレストンで衝突した。

## 経緯
第一次イングランド内戦は議会派の勝利に終わり、王党派は敗れ国王チャールズ1世は捕虜となりハンプトン・コート宮殿で軟禁された。しかし議会派は内部分裂を起こし長老派と独立派が対立、内戦終結に活躍したニューモデル軍でも平等派と独立派に分裂、深刻な対立が生じた。
その隙にチャールズ1世は1647年11月10日夜に側近の手引きでワイト島へ逃れ、スコットランド国民盟約（盟約派）と交渉して12月27日に盟約派に有利な条件を定めた和解契約を締結、スコットランドの有力貴族であるハミルトン公爵ジェイムズ・ハミルトンがエンゲージャーズを結成し、契約に従いチャールズ1世救出のためイングランドへ南下、ここに第二次イングランド内戦が勃発した。迫る危機を前に、軍の副司令官オリバー・クロムウェルは平等派の改革運動を鎮圧し軍の分裂を防ぎ、チャールズ1世との断交を宣言し王党派の対決へと向かっていった。
イングランドでは対立で足元が揺らいでいたが、そこに王党派とスコットランドの策謀で王党派が各地で挙兵、議会派はそれらの鎮圧に兵を分散せざるを得なかった。軍の司令官トーマス・フェアファクスとクロムウェルが出兵しそれぞれ南東部のケント、西部のウェールズへ進軍、1648年5月から8月にかけてそれらの反乱を鎮圧していったが、7月にハミルトン公がイングランドへ侵入、フェアファクスの軍は王党派の討伐に手一杯でスコットランド軍の迎撃まで出来ないため、代わりを託されたクロムウェルが進軍、ジョン・ランバート指揮下の軍も加え約8500人から9000人の兵で北上していった。

## プレストンの戦い
スコットランド軍は4月にイングランド北部の都市ベリックとカーライルを占領、7月に南下してイングランド西部を進み、8月中頃に北西部のランカシャーへ侵入しプレストンも占領した。イングランド王党派とアイルランドの部隊も加え総勢2万人に達したスコットランド軍はクロムウェル軍の2倍になり、戦況はスコットランド軍が優勢だった。
ところが、ここでハミルトン公は失策を犯した。彼は麾下の軍勢を各地へ分散、兵数を減らしてしまったのである。歩兵10,000人と騎兵1,150人の本隊はプレストン市内に、ジョージ・モンロー指揮下のアイルランド部隊3,000人はプレストン北方50kmのカークビー・ロンズデールに、マーマデューク・ラングデイルの王党派部隊はプレストン東方に、ミドルトン伯爵ジョン・ミドルトンのスコットランド騎兵部隊は南方24kmのウィガンに配置した。このため軍勢は南北74kmに長く伸びて分散、数の優位を生かせなくなった。
クロムウェルは好機を見逃さず、横から奇襲をかけ中央突破、敵を南北に分断する戦術を実行した。8月17日払暁、彼は東からラングデイル隊を襲撃しプレストンへ追いやり、ハミルトン公の歩兵部隊も壊滅させプレストンを制圧した。作戦は図に当たりスコットランド軍は分断され、ハミルトン公は南へ逃げてミドルトン伯の部隊と合流、ウィガンを通過してウォリントン目指して逃走、クロムウェルは翌18日にプレストンに守備隊を残しハミルトン公追撃のため南下した。やがて19日にウォリントン近郊で敵軍を捕捉、白兵戦を挑み1,000人を討ち取り200人を捕虜にした。ハミルトン公は騎兵隊を率いて尚も南へ逃れたが、6日後の25日にランバートの騎兵隊に追いつかれ降伏した。

## 戦後
プレストンの大敗でエンゲージャーズは壊滅、捕らえられたハミルトン公は翌1649年3月に処刑された。残ったモンロー部隊はスコットランドへ退去、ハミルトン公らスコットランド王党派の失脚をもたらし、代わって台頭した反王党派のアーガイル侯爵アーチボルド・キャンベルはクロムウェルと和睦し、先にスコットランドに占領されていたベリックとカーライルの返還、議会派の容認などを認め、第二次イングランド内戦は終結した。
しかし、イングランドでは長老派がチャールズ1世の和睦を画策、クロムウェルら独立派と軍の成果を無にしかねない方針に転換した。当然彼等は激怒し長老派が拠点とする長期議会と対立、政治的に曖昧な態度を取っていたクロムウェルも議会を見限り、12月6日にプライド大佐がクーデターを敢行し長老派を議会から排除（プライドのパージ）、ランプ議会と呼ばれる残りの議員で構成された下院が1649年1月30日にチャールズ1世を処刑、イングランド共和国が樹立された。だが、王党派は大陸に亡命していたチャールズ王太子を擁立して抵抗を続け、1度は手を結んだスコットランドも国王処刑に反発しアイルランド共々王党派に戻り、平等派も息を吹き返しクロムウェルら軍幹部に反乱を起こし、イングランドは政情不安が解消されないまま第三次イングランド内戦に突入していった。